# Warren Anderson

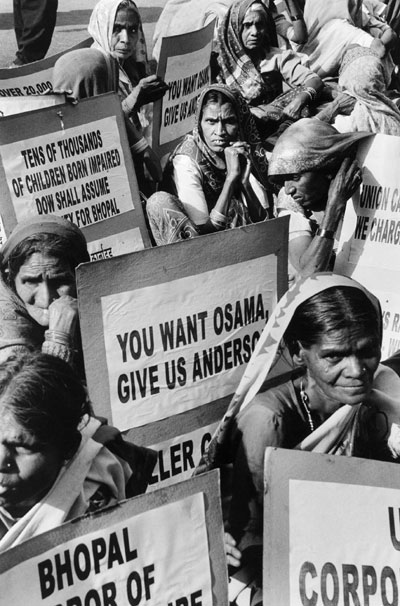
Des manifestantes indiennes ont réclamé l'extradition de Warren Anderson : You want Osama. Give us Anderson (Vous voulez Oussama. Donnez-nous Anderson.).

Warren Anderson (né à Brooklyn le 29 novembre 1921, et mort à Vero Beach (Floride) le 29 septembre 2014) est un homme d'affaires américain. Son nom est associé à la catastrophe de Bhopal, qui fit 25 000 morts et quelque 350 000 malades.

## Biographie
Diplômé en chimie de l'université Colgate en 1942, il s'engage dans la marine et rejoint l'académie navale de Chapel Hill en Caroline du Nord. En 1956, il passe un diplôme de droit à la Western Reserve University (maintenant Case Western Reserve). Il accomplit toute sa carrière au sein d'Union Carbide. En décembre 1984, quatre jours après la catastrophe de Bhopal, il arrive sur place avec une équipe médicale et des équipements médicaux mais est aussitôt arrêté avant d'être rapidement expulsé. En 1986, en tant que PDG de Union Carbide, il est accusé d'homicides pour la catastrophe de Bhopal et déclaré fugitif par le chef judiciaire de Bhopal le 1er février 1992 pour ne pas s'être présenté à la Cour lors d'un procès dans lequel il était accusé d'homicide.
De 2003 à 2008, les États-Unis ont refusé de l'extrader, citant un manque de preuves, malgré les demandes répétées de l'Inde. En effet, la justice américaine jugea que la filiale indienne d'Union Carbide constituait une entité juridique différente de la maison-mère, dirigée de façon autonome par des dirigeants de nationalité indienne. Le 31 juillet 2009, le juge d’instruction de Bhopal soumet au gouvernement indien un mandat d’arrêt à son encontre.
Il est mort le 29 septembre 2014 à Vero Beach en Floride à l'âge de 92 ans, sans jamais avoir été jugé, car il avait fui aux demandes d'extradition de la justice indienne pour le procès de la catastrophe de Bhopal.